# غرانت بلاكوود
غرانت بلاكوود (بالإنجليزية: Grant Blackwood)‏ (7 يونيو 1964 في الولايات المتحدة)؛ مؤلف وروائي أمريكي.
كتب روايات إثارة وعمل كذلك ككاتب خفي. وكتب سلسلة روايات «بريغز تانر». وشارك في تأليف رواية «ذهب إسبرطة» مع الروائي كليف كاسلر، ضمن سلسلة مغامرات «فارغو»،  والتي وصلت إلى المرتبة رقم 10 في قائمة أفضل الكتب الأدبية مبيعا في صحيفة نيويورك تايمز. وهو من قدامى المحاربين في البحرية الأمريكية.

## الروايات

### سلسلة بريغز تانر
- نهاية الأعداء (2001)
- حائط الليل (2002)
- صدى الحرب (2003)

### سلسلة مغامرات فارجو (شارك في تأليفه كليف كوسلر)
- ذهب إسبرطة (2009)
- الإمبراطورية المفقودة (2010)
- المملكة (2011)

### سلسلة جاك رايان الابن
- حيا أو ميتا (2010) شارك في تأليفه مع توم كلانسي
- توم كلانسي: تحت النار (2015)
- توم كلانسي: الواجب والشرف (2016)

### سلسلة «خلية المنشقين» (بالاسم المستعار «ديفيد مايكلز»)
- خلية توم كلانسي المنشقة: كش ملك (2006)
- خلية توم كلانسي المنشقة: السقوط (2007)

### سلسلة الحرب النهائية (كتابة باسم «ديفيد مايكلز»)
- توم كلانسي: الحرب النهائية(2008)
- توم كلانسي: الحرب النهائية: الطريد (2011)

### سلسلة تاكر واين (مع جيمس رولينز)
- مفتاح القتل (تاكر واين # 1) (2014)
- وار هوك (تاكر واين # 2) (1 يناير 2016) [8]

### قصص قصيرة
- «الأسد القرباني» (2006) في كتاب المختارات بعنوان «إثارة» من تحرير جيمس باترسون.

## روابط خارجية
- غرانت بلاكوود على موقع ميوزك برينز (الإنجليزية)